# Бейлі (Північна Кароліна)
Бейлі (англ. Bailey) — місто (англ. town) в США, в окрузі Неш штату Північна Кароліна. Населення — 568 осіб (2020).

## Географія
Бейлі розташоване за координатами 35°46′50″ пн. ш. 78°6′47″ зх. д. / 35.78056° пн. ш. 78.11306° зх. д. (35.780614, -78.112924).  За даними Бюро перепису населення США в 2010 році місто мало площу 1,82 км², уся площа — суходіл.

## Демографія
Згідно з переписом 2010 року, у місті мешкало 569 осіб у 227 домогосподарствах у складі 156 родин. Густота населення становила 313 осіб/км².  Було 265 помешкань (146/км²).
Расовий склад населення:
| - 65,9 % — білих - 20,4 % — чорних або афроамериканців - 12,3 % — осіб інших рас |

До двох чи більше рас належало 1,4 %. Частка іспаномовних становила 13,4 % від усіх жителів.
За віковим діапазоном населення розподілялося таким чином: 23,2 % — особи молодші 18 років, 61,2 % — особи у віці 18—64 років, 15,6 % — особи у віці 65 років та старші. Медіана віку мешканця становила 39,6 року. На 100 осіб жіночої статі у місті припадало 105,4 чоловіків;  на 100 жінок у віці від 18 років та старших — 101,4 чоловіків також старших 18 років.
Середній дохід на одне домашнє господарство  становив 48 868 доларів США (медіана — 41 750), а середній дохід на одну сім'ю — 55 344 долари (медіана — 47 917). Медіана доходів становила 40 385 доларів для чоловіків та 26 875 доларів для жінок. За межею бідності перебувало 27,0 % осіб, у тому числі 47,4 % дітей у віці до 18 років та 7,9 % осіб у віці 65 років та старших.
Цивільне працевлаштоване населення становило 205 осіб. Основні галузі зайнятості: публічна адміністрація — 16,6 %, освіта, охорона здоров'я та соціальна допомога — 16,6 %, роздрібна торгівля — 13,2 %.